# 费利克斯·马力亚·埃克斯纳
費利克斯·馬力亞·冯·埃克斯納（德語：Felix Maria von Exner-Ewarten，1876年8月23日—1930年2月7日）是奧地利的氣象學家及地球物理学家。他是茵斯布魯克大學和維也納大學的教授，奧地利氣象及地球物理中央研究院的主管，他在氣象學、地球物理学和地球动力学都有提出理論，他發現了有關河流中沉積物質量守恆的艾克納方程，以及有關大氣建模的艾克納函數。
他的兒子克里斯托夫·埃克斯纳（1915–2007）是維也納的地質學教授。

## 生平
費利克斯·馬力亞·冯·埃克斯納是西格蒙德·埃克斯納和Emilie Exner的孩子。他在1895年開始研讀物理。在1904年獲得维也纳大学的講師資格，並獲選成為利奥波第那科学院的成員之一。在1910年獲得因斯布鲁克大学的星際物理學大學教授資格。1917年成為奧地利氣象及地球物理中央研究院的主管，以及维也纳大学地球物理學院的的大學教授。

## 文獻
- Max Toperczer: Exner von Ewarten, Felix Ritter. In: Neue Deutsche Biographie (NDB). Band 4. Duncker & Humblot, Berlin 1959, S. 700 f. （德文）

## 外部連結
- 费利克斯·马力亚·埃克斯纳 - AEIOU （德文）